# جان تشوا
جان تشوا هي لاعبة غولف ماليزية، ولدت في 29 أغسطس 1987 في كوالالمبور في ماليزيا.